# Tropaeolina 00
Tropaeolina 00, Laranja IV, Orange IV ou Laranja ácido 5 é um composto orgânico com fórmula Na(C6H5NHC6H4N=NC6H4SO3). Quimicamente é o sal de sódio do ácido p-(p-anilinofenilazo) benzenesulfônico.
É um corante que também pode ser usado como um corante biológico e indicador de pH, vermelho a pH 1.4, amarelo a pH 2.6., classificado no Color Index como CI 13080. Possui peso molecular de 375,38.Apresenta-se normalmente como um pó ocre.
Forma complexos com beta-ciclodextrina, o que permite análise por espectrofotometria e espectroscopia no infravermelho.
Como indicador de pH pode ser formulado para uso em uma solução a 0,01 % em m/v em água..